# Trixagus caucasicus
Trixagus caucasicus is een keversoort uit de familie dwergkniptorren (Throscidae). De wetenschappelijke naam van de soort werd in 1921 gepubliceerd door Edmund Reitter.